# Roberto de Visiani
Roberto de Visiani, (Robert Visiani) ( 9 de abril de 1800, Šibenik, Dalmacia - † 4 de mayo de 1878, Padua), fue un botánico y médico italiano.

## Vida y obra
Roberto De Visiani era hijo de un médico de origen francés. Sus primeros estudios los realiza en Spalato (Split). En 1817 estudia en la Facultad dee Medicina de la Universidad de Padua, obteniendo su título en 1822. A posteriori será Asistente del Dr. Giuseppe Bonato (1753–1836). Al mismo tiempo será practicante en Kotor, Drniš y en Budva, y también recolecta flora para posteriormente publicar acerca de la flora dálmata.
Al fallecer Bonato, ocupa a partir del 4 de marzo de 1837 la cátedra de Botánica, y también curador del Jardín Botánico de Padua. Mantendrá tal profesorado hasta el 17 de mayo de 11877, un año previo a su deceso.
Sus visiones científicas centrales las focalizó sobre la flora de Dalmacia y de Serbia.

## Honores

### Eponimia
Géneros
- Augustin-Pyrame de Candolle en 1844 nombra en su honor a Visiania (sinónimo de Ligustrum de la familia de las oleáceas
- G Gasparrini en 1844, nombra en su honor de la familia de Moraceae: Visiania. Sin embargo, tal homónimo resultó inválido de acuerdo a las reglas ICBN.

## Algunas publicaciones

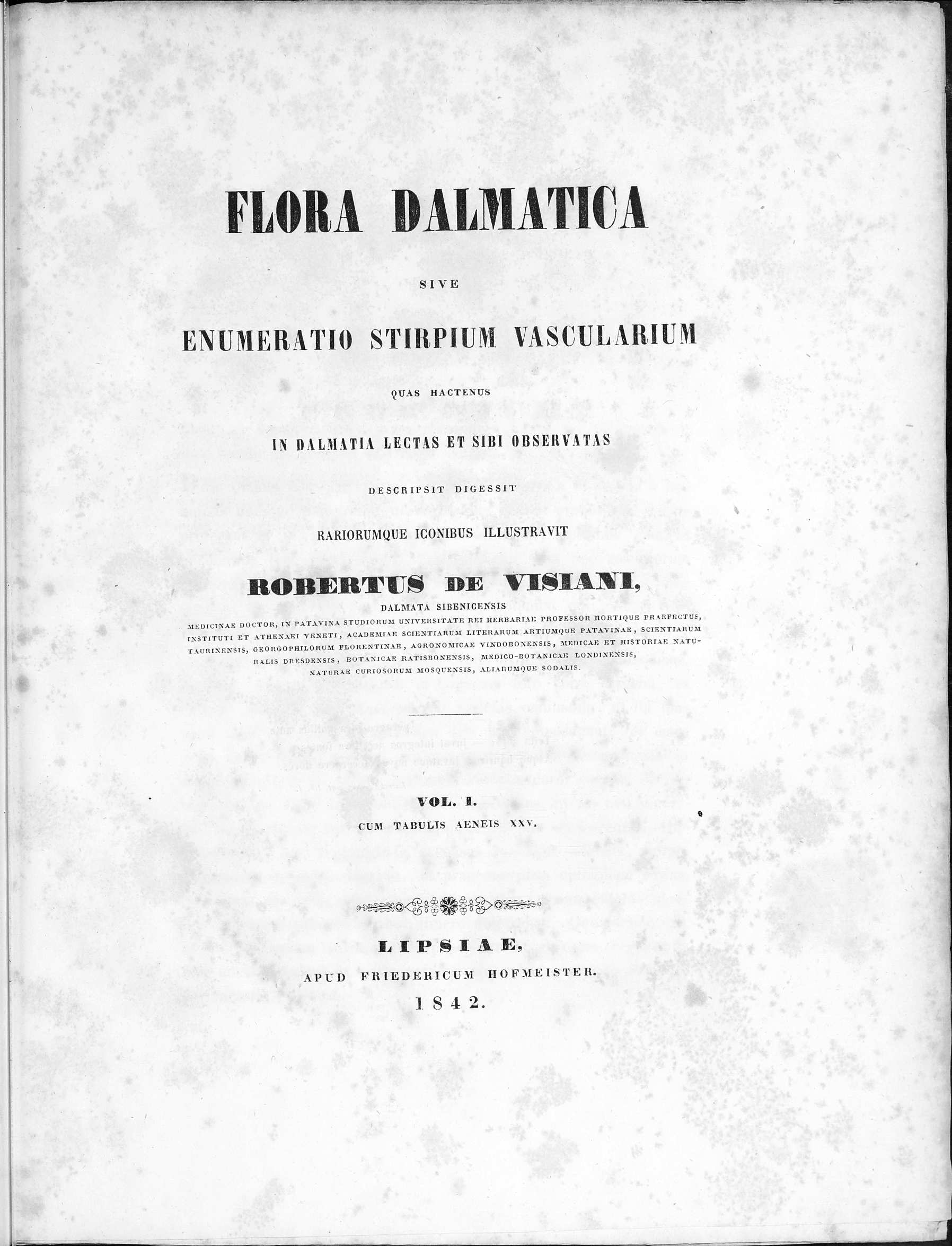
Flora dalmatica, 1842

- Stirpium dalmaticarum specimen. 1826. Padua
- Plantae quaedam Aegypti ac Nubiae enumeratae. 1836. Padua
- Semina Horti Patavini anno 1840 collecta quae commutanda exhibentur. A catalogue. 1840
- Flora Dalmatica : sive enumeratio stirpium vascularium, quas hactenus in Dalmatia lectas et sibi observatas descripsit, digessit, rariorumque iconibus illustravit. 1842–1852. Ed. F. Hofmeister. Leipzig
- Relazione critica di un'opera sopra le piante fossili dei terreni terziani del Vicentino, del dott. A. Massalongo. 1852
- Delle Benemerenze de'Veneti nella Botanica. Discorso. 1854
- Plantae serbicae rariores aut novae. 1862, 1864, 1870. Venedig. Con Joseph Pančić (1814–1888)
- Di due nuovi Generi di Piante Fossili. Nota. 1869
- Florae Dalmaticae supplementum alterum adjectis plantis in Bosnia, Hercegovina et Montenegro Crescentibus. 1872, 1877, 1882. Venedig

- La abreviatura «Vis.» se emplea para indicar a Roberto de Visiani como autoridad en la descripción y clasificación científica de los vegetales.[1]